# Dyskografia Foals
Brytyjski zespół rocka alternatywnego Foals wydał siedem albumów studyjnych, jeden album wideo, sześć EP-ek, trzydzieści trzy single i trzydzieści siedem teledysków (stan na maj 2025 roku).

## Albumy

### Albumy studyjne
| Rok                                                     | Tytuł                                      | Szczegóły                                                                                           | Najwyższa pozycja na liście | Najwyższa pozycja na liście | Najwyższa pozycja na liście | Najwyższa pozycja na liście | Najwyższa pozycja na liście | Najwyższa pozycja na liście | Najwyższa pozycja na liście | Najwyższa pozycja na liście | Najwyższa pozycja na liście | Status płyty |
| Rok                                                     | Tytuł                                      | Szczegóły                                                                                           | UK                          | AUS                         | FRA                         | GER                         | IRL                         | NL                          | NZ                          | SWI                         | US                          | Status płyty |
| ------------------------------------------------------- | ------------------------------------------ | --------------------------------------------------------------------------------------------------- | --------------------------- | --------------------------- | --------------------------- | --------------------------- | --------------------------- | --------------------------- | --------------------------- | --------------------------- | --------------------------- | ------------ |
| 2008                                                    | Antidotes                                  | - Data: 24 marca 2008 - Wydawca: Transgressive, Sub Pop - Format: CD, download, LP                  | 3                           | —                           | 84                          | —                           | 20                          | 99                          | —                           | —                           | —                           | BPI: Złoto   |
| 2010                                                    | Total Life Forever                         | - Data: 10 maja 2010 - Wydawca: Transgressive, Sub Pop - Format: CD, download, LP                   | 8                           | 68                          | 38                          | 48                          | 25                          | —                           | —                           | 62                          | —                           | BPI: Złoto   |
| 2013                                                    | Holy Fire                                  | - Data: 11 lutego 2013 - Wydawca: Transgressive, Sub Pop - Format: CD, download, LP                 | 2                           | 1                           | 22                          | 31                          | 7                           | 41                          | 15                          | 15                          | 86                          | BPI: Złoto   |
| 2015                                                    | What Went Down                             | - Data: 28 sierpnia 2015 - Wydawca: Transgressive, Sub Pop - Format: CD, download, LP               | 3                           | 3                           | 14                          | 26                          | 5                           | 4                           | 5                           | 9                           | 5                           | BPI: Złoto   |
| 2019                                                    | Everything Not Saved Will Be Lost – Part 1 | - Data: 8 marca 2019 - Wydawca: Transgressive, Warner - Format: CD, download, LP, streaming         | 2                           | 11                          | 17                          | 15                          | 10                          | 22                          | 35                          | 15                          | 58                          | BPI: Srebro  |
| 2019                                                    | Everything Not Saved Will Be Lost – Part 2 | - Data: 18 października 2019 - Wydawca: Transgressive, Warner - Format: CD, download, LP, streaming | 1                           | 10                          | 40                          | 23                          | 15                          | 40                          | 39                          | 21                          | —                           | BPI: Srebro  |
| 2022                                                    | Life Is Yours                              | - Data: 17 czerwca 2022 - Wydawca: Warner, ADA - Format: CD, download, LP, streaming                | 3                           | 13                          | 42                          | 13                          | 15                          | 34                          | 35                          | 10                          | —                           |              |
| „–” oznacza, że album nie był notowany na danej liście. |                                            | |                             |                             |                             |                             |                             |                             |                             |                             |                             |              |
| [ 7 ] [ 8 ]                                             | [ 7 ] [ 8 ]                                | [ 7 ] [ 8 ]                                                                                         | [ 9 ]                       | [ 10 ]                      | [ 10 ]                      | [ 10 ]                      | [ 11 ]                      | [ 10 ]                      | [ 10 ]                      | [ 10 ]                      | [ 12 ]                      |              |

### Albumy z remiksami
| Rok                                                     | Tytuł                                              | Szczegóły                                                         | Najwyższa pozycja na liście | Najwyższa pozycja na liście | Najwyższa pozycja na liście | Najwyższa pozycja na liście |
| Rok                                                     | Tytuł                                              | Szczegóły                                                         | UK                          | UK Dance                    | GER                         | SCO                         |
| ------------------------------------------------------- | -------------------------------------------------- | ----------------------------------------------------------------- | --------------------------- | --------------------------- | --------------------------- | --------------------------- |
| 2019                                                    | Everything Not Saved Will Be Lost Part 1 (Remixes) | - Data: 16 września 2019 - Wydawca: Warner - Format: download     | —                           | —                           | —                           | —                           |
| 2020                                                    | Collected Reworks                                  | - Data: 9 października 2020 - Wydawca: Warner - Format: LP        | 54                          | 3                           | 84                          | 25                          |
| 2023                                                    | Life Is Dub                                        | - Data: 22 kwietnia 2023 - Wydawca: Warner - Format: download, LP | —                           | 16                          | —                           | 57                          |
| „—” oznacza, że album nie był notowany na danej liście. |                                                    |                                                                   |                             |                             |                             |                             |
| [ 7 ] [ 8 ]                                             | [ 7 ] [ 8 ]                                        | [ 7 ] [ 8 ]                                                       | [ 9 ]                       | [ 9 ]                       | [ 10 ]                      | [ 9 ]                       |

## EP-ki
| Rok                                                     | Tytuł                            | Szczegóły                                                                 | Najwyższa pozycja na liście | Źr.    |
| Rok                                                     | Tytuł                            | Szczegóły                                                                 | UK                          | Źr.    |
| ------------------------------------------------------- | -------------------------------- | ------------------------------------------------------------------------- | --------------------------- | ------ |
| 2007                                                    | Foals Live                       | - Data: 12 marca 2007 - Wydawca: Transgressive - Format: LP               | —                           | [ 13 ] |
| 2008                                                    | iTunes Live: London Festival '08 | - Data: 23 marca 2008 - Wydawca: Transgressive, Warner - Format: download | —                           | [ 14 ] |
| 2008                                                    | Gold Gold Gold                   | - Data: 9 września 2008 - Wydawca: Sub Pop - Format: download             | —                           | [ 15 ] |
| 2008                                                    | UK B-sides                       | - Data: 2008 - Wydawca: Sub Pop - Format: CD                              | —                           | [ 16 ] |
| 2010                                                    | iTunes Festival: London 2010     | - Data: 8 lipca 2010 - Wydawca: Warner - Format: download                 | —                           | [ 17 ] |
| 2010                                                    | Metropolis Session               | - Data: 6 grudnia 2010 - Wydawca: Transgressive, Warner - Format: LP      | 30                          | [ 18 ] |
| „—” oznacza, że album nie był notowany na danej liście. |                                  |                                                                           |                             |        |

## Single
| Rok | Tytuł                                                    | Najwyższa pozycja na liście | Najwyższa pozycja na liście | Najwyższa pozycja na liście | Najwyższa pozycja na liście | Najwyższa pozycja na liście | Najwyższa pozycja na liście | Najwyższa pozycja na liście | Najwyższa pozycja na liście | Najwyższa pozycja na liście | Album                                      |
| Rok | Tytuł                                                    | UK                          | BEL (FL)                    | FRA                         | IRE                         | JPN                         | MEX                         | NL                          | SCO                         | US Rock                     | Album                                      |
| --- | -------------------------------------------------------- | --------------------------- | --------------------------- | --------------------------- | --------------------------- | --------------------------- | --------------------------- | --------------------------- | --------------------------- | --------------------------- | ------------------------------------------ |
| 2006 | „Try This on Your Piano” / „Look at My Furrows of Worry” | —                           | —                           | —                           | —                           | —                           | —                           | —                           | —                           | —                           | brak                                       |
| 2007 | „Hummer”                                                 | 167                         | —                           | —                           | —                           | —                           | —                           | —                           | —                           | —                           | brak                                       |
| 2007 | „Mathletics”                                             | 109                         | —                           | —                           | —                           | —                           | —                           | —                           | 55                          | —                           | brak                                       |
| 2007 | „Balloons”                                               | 39                          | —                           | —                           | —                           | —                           | —                           | —                           | 18                          | —                           | Antidotes                                  |
| 2008 | „Cassius”                                                | 26                          | —                           | —                           | —                           | —                           | —                           | —                           | 6                           | —                           | Antidotes                                  |
| 2008 | „Red Socks Pugie”                                        | 89                          | —                           | —                           | —                           | —                           | —                           | —                           | 27                          | —                           | Antidotes                                  |
| 2008 | „Olympic Airways”                                        | 160                         | —                           | —                           | —                           | —                           | —                           | —                           | 20                          | —                           | Antidotes                                  |
| 2010 | „Spanish Sahara”                                         | 123                         | —                           | —                           | —                           | —                           | —                           | —                           | —                           | —                           | Total Life Forever                         |
| 2010 | „This Orient”                                            | 97                          | —                           | —                           | —                           | 71                          | —                           | —                           | 98                          | —                           | Total Life Forever                         |
| 2010 | „Miami”                                                  | 127                         | —                           | —                           | —                           | —                           | —                           | —                           | —                           | —                           | Total Life Forever                         |
| 2010 | „Blue Blood”                                             | —                           | —                           | —                           | —                           | —                           | —                           | —                           | —                           | —                           | Total Life Forever                         |
| 2012 | „Inhaler”                                                | 90                          | —                           | —                           | —                           | 62                          | —                           | —                           | —                           | —                           | Holy Fire                                  |
| 2012 | „My Number”                                              | 23                          | 45                          | 38                          | 51                          | —                           | —                           | 83                          | 25                          | —                           | Holy Fire                                  |
| 2013 | „Late Night”                                             | 146                         | —                           | —                           | —                           | —                           | —                           | —                           | —                           | —                           | Holy Fire                                  |
| 2013 | „Bad Habit”                                              | —                           |                             | —                           | —                           | —                           | —                           | —                           | —                           | —                           | Holy Fire                                  |
| 2013 | „Out of the Woods”                                       | —                           | —                           | —                           | —                           | —                           | —                           | —                           | —                           | —                           | Holy Fire                                  |
| 2015 | „What Went Down”                                         | 172                         | —                           | —                           | —                           | —                           | —                           | —                           | —                           | —                           | What Went Down                             |
| 2015 | „Mountain at My Gates”                                   | 87                          | —                           | 192                         | —                           | —                           | —                           | —                           | —                           | 18                          | What Went Down                             |
| 2015 | „Give It All”                                            | —                           | —                           | —                           | —                           | —                           | —                           | —                           | —                           | —                           | What Went Down                             |
| 2016 | „Birch Tree”                                             | —                           | —                           | —                           | —                           | —                           | —                           | —                           | —                           | —                           | What Went Down                             |
| 2016 | „Rain”                                                   | —                           | —                           | —                           | —                           | —                           | —                           | —                           | —                           | —                           | brak                                       |
| 2019 | „Exits”                                                  | 70                          | —                           | —                           | —                           | —                           | —                           | —                           | —                           | —                           | Everything Not Saved Will Be Lost – Part 1 |
| 2019 | „On the Luna”                                            | —                           | —                           | —                           | —                           | —                           | —                           | —                           | —                           | —                           | Everything Not Saved Will Be Lost – Part 1 |
| 2019 | „Sunday”                                                 | —                           | —                           | —                           | —                           | —                           | —                           | —                           | —                           | —                           | Everything Not Saved Will Be Lost – Part 1 |
| 2019 | „In Degrees”                                             | 82                          | —                           | —                           | —                           | —                           | 36                          | —                           | —                           | —                           | Everything Not Saved Will Be Lost – Part 1 |
| 2019 | „Black Bull”                                             | —                           | —                           | —                           | —                           | —                           | —                           | —                           | —                           | —                           | Everything Not Saved Will Be Lost – Part 2 |
| 2019 | „The Runner”                                             | 87                          | —                           | —                           | —                           | —                           | —                           | —                           | 79                          | —                           | Everything Not Saved Will Be Lost – Part 2 |
| 2019 | „Into the Surf”                                          | —                           | —                           | —                           | —                           | —                           | —                           | —                           | —                           | —                           | Everything Not Saved Will Be Lost – Part 2 |
| 2019 | „Like Lightning”                                         | —                           | —                           | —                           | —                           | —                           | —                           | —                           | —                           | —                           | Everything Not Saved Will Be Lost – Part 2 |
| 2020 | „Neptune”                                                | —                           | —                           | —                           | —                           | —                           | —                           | —                           | —                           | —                           | Everything Not Saved Will Be Lost – Part 2 |
| 2020 | „Hypercolour” (z CamelPhat)                              | 77                          | —                           | —                           | —                           | —                           | —                           | —                           | 39                          | —                           | Dark Matter                                |
| 2021 | „Wake Me Up”                                             | 98                          | —                           | —                           | —                           | —                           | —                           | —                           | ×                           | —                           | Life Is Yours                              |
| 2022 | „2am”                                                    | —                           | —                           | —                           | —                           | —                           | —                           | —                           | ×                           | —                           | Life Is Yours                              |
| 2022 | „Looking High”                                           | —                           | —                           | —                           | —                           | —                           | —                           | —                           | ×                           | —                           | Life Is Yours                              |
| 2022 | „2001”                                                   | —                           | —                           | —                           | —                           | —                           | —                           | —                           | ×                           | —                           | Life Is Yours                              |
| 2022 | „Crest of the Wave”                                      | —                           | —                           | —                           | —                           | —                           | —                           | —                           | ×                           | —                           | Life Is Yours                              |
| „—” oznacza, że singiel nie był notowany na danej liście. "×" oznacza okresy, w których listy nie istniały bądź nie były archiwizowane. |                                                          |                             |                             |                             |                             |                             |                             |                             |                             |                             |                                            |
| [ 7 ] [ 8 ] | [ 7 ] [ 8 ]                                              | [ 9 ]                       | [ 10 ]                      | [ 23 ]                      | [ 24 ]                      | [ 25 ]                      | [ 26 ]                      | [ 10 ]                      | [ 9 ]                       | [ 12 ]                      | [ 7 ] [ 8 ]                                |

## Wideografia

### Albumy wideo
| Rok           | Tytuł                         | Szczegóły                                                                   | Najwyższa pozycja na liście |
| Rok           | Tytuł                         | Szczegóły                                                                   | UK Video                    |
| ------------- | ----------------------------- | --------------------------------------------------------------------------- | --------------------------- |
| 2013          | Live at the Royal Albert Hall | - Data: 25 października 2013 - Wytwórnia: Warner - Format: DVD, Blu-ray, LP | 16                          |
| [ 27 ] [ 28 ] | [ 27 ] [ 28 ]                 | [ 27 ] [ 28 ]                                                               | [ 29 ]                      |

### Teledyski
| Rok  | Tytuł                  | Reżyseria                        | Źr.    |
| ---- | ---------------------- | -------------------------------- | ------ |
| 2007 | „Hummer”               | Ollie Evans                      | [ 30 ] |
| 2007 | „Mathletics”           | Ben Rollason                     | [ 31 ] |
| 2007 | „Balloons”             | Dave Ma                          | [ 32 ] |
| 2008 | „Cassius”              | Dave Ma                          | [ 33 ] |
| 2008 | „Red Socks Pugie”      | Dave Ma                          | [ 34 ] |
| 2008 | „Olympic Airways”      | Dave Ma                          | [ 35 ] |
| 2010 | „Spanish Sahara”       | Dave Ma                          | [ 36 ] |
| 2010 | „This Orient”          | Dave Ma                          | [ 37 ] |
| 2010 | „Miami”                | Dave Ma                          | [ 38 ] |
| 2010 | „2 Trees”              | Adam Bizanski                    | [ 39 ] |
| 2010 | „Blue Blood”           | Chris Sweeney                    | [ 40 ] |
| 2012 | „Inhaler”              | Dave Ma                          | [ 41 ] |
| 2013 | „My Number”            | Dave Ma                          | [ 42 ] |
| 2013 | „Late Night”           | Nabil Elderkin                   | [ 43 ] |
| 2013 | „Bad Habit”            | Nabil Elderkin                   | [ 44 ] |
| 2013 | „Out Of The Woods”     | Nabil Elderkin                   | [ 45 ] |
| 2015 | „What Went Down”       | Niall O’Brien                    | [ 46 ] |
| 2015 | „Mountain at My Gates” | Nabil Elderkin                   | [ 47 ] |
| 2015 | „Give It All”          | Nabil Elderkin                   | [ 48 ] |
| 2016 | „Birch Tree”           | Dave Ma                          | [ 49 ] |
| 2019 | „Exits”                | Albert Moya                      | [ 50 ] |
| 2019 | „On the Luna”          | Kit Monteith, Alex Knowles       | [ 51 ] |
| 2019 | „White Onions”         | Alex Knowles                     | [ 52 ] |
| 2019 | „Moonlight”            | nieznany                         | [ 53 ] |
| 2019 | „Cafe D'Athens”        | Jonny Costello, Charlotte Audrey | [ 54 ] |
| 2019 | „In Degrees”           | Aaron Brown                      | [ 55 ] |
| 2019 | „Sunday”               | Leif Podhajsky                   | [ 56 ] |
| 2019 | „Black Bull”           | Niall O’Brien                    | [ 57 ] |
| 2019 | „The Runner”           | Quentin Deronzier                | [ 58 ] |
| 2019 | „Into the Surf”        | Steve Warne                      | [ 59 ] |
| 2019 | „Like Lightning”       | Virginie Kypriotis               | [ 60 ] |
| 2020 | „Neptune”              | David East                       | [ 61 ] |
| 2021 | „Wake Me Up”           | David East                       | [ 62 ] |
| 2022 | „2am”                  | Tanu Muino                       | [ 63 ] |
| 2022 | „Looking High”         | Kit Monteith                     | [ 64 ] |
| 2022 | „2001”                 | Esteban                          | [ 65 ] |
| 2022 | „Life Is Yours”        | Toby L                           | [ 66 ] |